# The Five Satins

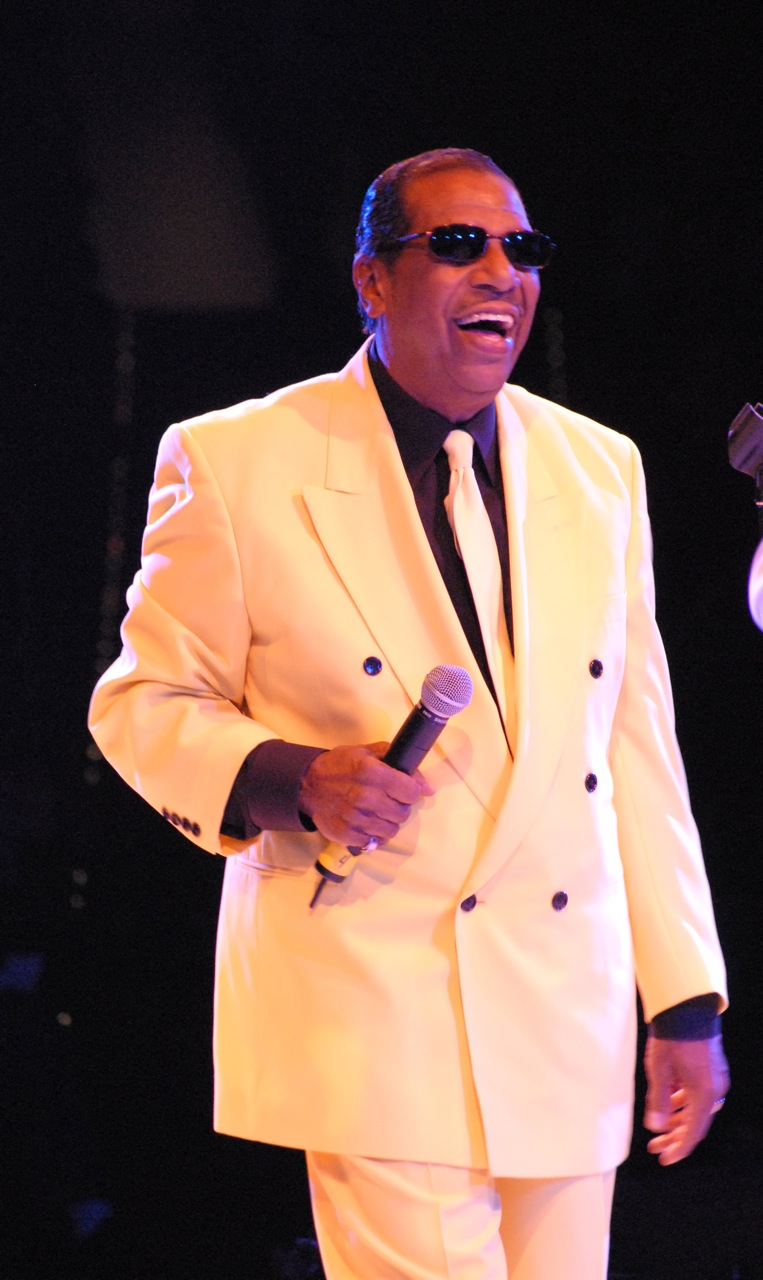
Fred Parris på Westbury Music Theater i New York 2007

The Five Satins är en amerikansk doo wop-grupp som är mest känd för låten "In the Still of the Night" från 1956.

## Karriär
Gruppen bildades i New Haven i Connecticut av Fred Parris, Lou Peebles, Stanley Dortch, Ed Martin och Jim Freeman år 1954 som The Scarlets. Dortch och Peebles lämnade gruppen och ersattes av Al Denby. Gruppen spelade 1956 in låten "In the Still of the Nigh"t som blev en hit och var trea på R&B-listan och tjugofemma på Billboard Hot 100. Låten släpptes som b-sidan till singeln "The Jones Girl". Singeln såldes i över en miljon exemplar och sålde guld. Strax efter gick Parris med i armén och de bytte medlemmar. Gruppen bestod då av originalmedlemmarna Ed Martin och Jim Freeman och de nya medlemmarna Tommy Killebrew, Jessie Murphy och den nya ledaren Bill Baker. Gruppen fick då en mindre hit med låten "To The Aisle" år 1957 som var femma på R&B-listan. När Parris kom tillbaka från armen bytte de medlemmar igen. Då bestod gruppen av Parris och Lou Peebles (Peebles var tidigare med men lämnade gruppen men kom nu tillbaka) de nya medlemmarna Sylvester Hopkins, Richie Freeman, och Wes Forbes. Efter det har det kommit många nya medlemmar och många lämnade gruppen. Fred Parris och Richie Freeman spelar nu tillsammans utan några andra medlemmar. Gruppen blev invald i The Vocal Group Hall of Fame 2003.

## Medlemmar
Originalbesättning (The Scarlets 1954-1955)
- Fred Parris - ledsång
- Sylvester Hopkins - tenor
- Nathaniel Mosely, Jr. - tenor
- Albert Denby - bariton
- William L. Powers - bas

Originalbesättning (The Five Satins 1955)
- Fred Parris - ledsång (1955-1957, 1958-idag)
- Lou Peebles - tenor (1955, 1958-?)
- Ed Martin - bariton (1955-1958)
- Stanley Dortch - tenor (1955)
- Jim Freeman - bas (1955-1958)

Andra medlemmar
- Al Denby - tenor (1955-1957)
- Bill Baker - ledsång (1957-1958)
- Tommy Killebrew (1957-1958)
- Jessie Murphy - piano (1957-1958)
- Richie Freeman - tenor (1958-?)
- Wes Forbes (1958-?)
- Jimmy Curtis
- Corky Rogers
- Nate Marshall
- Sylvester Hopkins (1958-?)
- Arthur Hopkins (1958-?)
- Frank Hopkins (1958-?)
- Harvey Potts Jr.
- Anthony Hoffer
- Octavio DeLeon

## Diskografi
Hitsinglar
- 1956 - In the Still of the Night (US #24, US R&B #3)
- 1957 - To the Aisle (US #25, US R&B #5)
- 1959 - Shadows (US #87, US R&B #27)
- 1960 - I'll Be Seeing You (US #22, US R&B #14)
- 1961 - In the Still of the Night / I'll Remember (US #99)
- 1982 - Memories of Days Gone By (US #71)